# Вовк Текля Юріївна
Текля Юріївна Вовк (1920 — ?) — українська радянська діячка, новаторка сільськогосподарського виробництва, доярка радгоспу «Ходорівський» Жидачівського району Львівської області. Депутатка Верховної Ради УРСР 6—7-го скликань.

## Життєпис
Народилася в селянській родині.
З кінця 1940-х років — доярка радгоспу «Ходорівський» Ходорівського району Дрогобицької області (потім — Жидачівського району Львівської області). Досягала високих надоїв молока.
Членкиня КПРС.

## Нагороди
- орден Леніна
- медалі
- Грамота Президії Верховної Ради Української РСР (6.11.1964)